# Radulf von Bourges
Radulf von Bourges (auch: Raoul oder Rodolphe de Bourges, Raoul von Turenne; * um 800 in Cahors; † 21. Juni 866 in Bourges) war ab 840/841 Erzbischof von Bourges und wird in der katholischen Kirche als Heiliger und Namenspatron (Ralf) verehrt (21. Juni).

## Leben
Radulf war ein Sohn des Grafen Rudolf von Cahors. Nach unterschiedlichen Quellen war er Abt in St-Médard zu Soissons oder Kleriker zu Soulignac. Als Bischof nahm er an zahlreichen Synoden teil und verfasste eine von den Capitula des Theodulf von Orléans abhängige Instructio pastoralis (Pastoralschreiben für die Geistlichkeit).
Seine Ruhestätte fand er in der Kirche St-Ursin in Bourges. Er wird im bischöflichen Ornat abgebildet.